# Mithrodia fisheri
Mithrodia fisheri is een zeester uit de familie Mithrodiidae.
De wetenschappelijke naam van de soort werd in 1932 gepubliceerd door Holly.